# Eiland
Een eiland is een stuk land dat geheel omringd is door water. Er wordt onderscheid gemaakt tussen natuurlijke en kunstmatige eilanden. Volgens de definitie van de UNCLOS - het VN Zeerechtverdrag - is een eiland een natuurlijk gevormd landoppervlak dat omringd is door water, en dat bij hoogwater nog boven water is. Een eiland is kleiner dan een continent. Ter onderscheid met een continent geldt dat de invloed van de zee in het midden van het eiland nog merkbaar is. Een zandbank is geen eiland, omdat deze landoppervlakte onder water kan komen.
Voor een kunstmatig eiland wordt ook de definitie gehanteerd dat het bij hoog water boven het water uitsteekt. Een polder - ook vaak omgeven door water, de boezem - is dus geen kunstmatig eiland.
Het is algemeen geaccepteerd dat Groenland (met een oppervlakte van 2.166.086 km²) het grootste eiland ter wereld is. Australië wordt gezien als een continent. Zou het land als een eiland gezien worden dan zou het met een oppervlakte van 7.686.850 km² het grootste eiland ter wereld zijn. Het grootste eiland in een meer is Manitoulin in het Huronmeer. Het grootste riviereiland is Majuli in de Brahmaputra.
Eilanden kunnen ontstaan door vulkanische activiteiten, sedimentatie en biologische activiteiten, zoals koraalgroei.
In dynamische milieus als de Waddenzee ontstaan (door sedimentatie) en verdwijnen (door erosie) geregeld eilanden. Een eiland mag daar zo heten als minimaal 160 hectare grond droog blijft staan bij een gemiddelde hoogwaterstand van de Noordzee. Sinds 2003 zijn de voormalige zandplaten Kachelotplate (Duits) en Noorderhaaks (Nederlands, wordt ook wel Razende Bol genoemd) beide een waddeneiland.

## Soorten eilanden
Op basis van hun relatieve ligging ten opzichte van continenten, worden eilanden opgedeeld in de continentale en oceanische eilanden en vormen soms archipels of ketens.
Een getijdeneiland is een eiland dat bij eb bereikbaar is over land en bij vloed omringd wordt door water, zoals St Michael's Mount in Engeland en Mont Saint-Michel in Normandië (Frankrijk).
Kleine rotsachtige eilanden worden scheren genoemd.
Een hoog eiland of vulkaaneiland is binnen de geologie een eiland van vulkanische oorsprong. De term wordt gebruikt om dit type eiland te onderscheiden van lage eilanden, die ontstaan zijn door sedimentatie of door de opheffing van koraalriffen.
Een schiereiland is geen eiland maar een landoppervlak dat via een landengte met het vasteland verbonden is, vandaar de naam: bijna eiland (schier betekent bijna).

## Eilanden in Nederland en België
Het grootste eiland van België is het 0,12 km² grote Île de Dave in de Maas, circa vijf kilometer bezuiden Namen.
Nederland heeft eilanden in Zuid-Holland, Zeeland, het IJsselmeer, op de grens van de Noord- en de Waddenzee en in de Caraïbische Zee. Daarnaast zijn er nog vele kleine eilanden in allerlei meren en zijn er stukken land die geheel door kanalen of rivieren zijn omgeven zoals het Kampereiland, de stad Kampen, het Eiland van Schalkwijk, de Betuwe, en die als zodanig ook als eiland aangemerkt kunnen worden.

## Etymologie
Het woord eiland en aanverwante woorden in de West-Germaanse talen zijn ontstaan als samenstelling van afleidingen van het Proto-Germaanse morfeem *agwjō- en het morfeem land. Het morfeem *agwjō- heeft hier de betekenis van bij water behorend land en is ook de oorsprong van -oog uit Schiermonnikoog en ooi- uit ooibos.

## Biologie
Eilanden vormen het decor voor uitzonderlijke biologische fenomenen. Zo kan door de relatieve afzondering van een eiland er een specifieke vorm van evolutie ontstaan (endemie), zoals op de Galapagoseilanden en in Hawaï. Op eilandengroepen wordt soms op het ene eiland een soort aangetroffen die nauw verwant is met, maar wel anders dan een soort op een nabijgelegen eiland. Er zijn  voorbeelden van relatief grote of juist kleine soorten van een bepaald geslacht, die alleen op eilanden voorkomen, zoals vastgesteld is voor dwergolifanten en reuzenratten en -muizen.
Op eilanden komen als gevolg van de relatief kleine omvang en grote afstand tot andere eilanden of het vasteland andere patronen van vormen en uitsterven van soorten voor. Het verband tussen zowel afstanden als groottes van eilanden en het uitsterven van soorten is in de zogenaamde eilandtheorie beschreven.